# Does the Flower Blossom?
Does the Flower Blossom? (花は咲くか?, Hana wa Saku ka) è un manga a tematica Yaoi serializzato dal 22 agosto 2006 al 22 gennaio 2015 sul magazine RuTile e successivamente raccolto in 5 volumi. In Italia è stato tradotto e distribuito dalla FlashBook Edizioni.
Dal manga è stato tratto, nel 2018, il film Hana wa Saku ka.

## Trama
Sakurai Kazuaki lavora presso un'agenzia pubblicitaria. Un giorno, mentre sta tornando a casa, si scontra con un ragazzo causando la caduta di alcuni documenti e di una rivista che vengono così rovinati.  Minagawa Youichi, il ragazzo, è uno studente di pittura presso l'istituto d'arte e vive in una vecchia dimora con i suoi due cugini. Dal momento che anche Youchi possiede una copia della stessa rivista si offre di darla a Sakurai dicendogli: "se io scambiassi la mia copia con la tua non avrai nulla da lamentarti, giusto?". Nonostante il comportamento arrogante e distaccato di Youichi, Sakurai diventa un assiduo frequentatore della grande e misteriosa villa, attratto fortemente dal suo proprietario enigmatico.

## Personaggi
Youichi Minagawa (水川 蓉一?)
È un 19enne che studia arte al college ed è proprietario di una grande pensione ereditata dal padre (che era un famoso pittore). Il suo atteggiamento nei confronti di Sakurai è inizialmente ostile ma, gradualmente, inizia ad addolcirsi fin quando si innamora di lui. Sembra essere indifferente a tutto e preferisce vivere una vita senza cercare forti stimoli. Gli piace molto disegnare, in particolar modo i fiori. Le persone a lui più vicine sono i suoi cugini, Take e Shouta, così come gli amici di suo padre. Non gli piace mangiare cose dolci.
Kazuaki Sakurai (桜井 和明?)
È un 38enne che lavora come art director per un'agenzia pubblicitaria. Ha avuto molto successo sin dai suoi vent'anni ma ultimamente si sente disinteressato al proprio lavoro. Di primo acchito Youichi non gli piace ma nel tempo si rende conto di essersi innamorato di lui.
Background: Sakurai è rimasto orfano da bambino quando i suoi genitori sono morti in un incidente. Grazie alla sua vita passata in solitudine è molto abile a occuparsi della casa e a cucinare. Si è laureato in grafica al college ottenendo molto successo come art director.
Shouta Minagawa (水川 菖太?)
È il fratellastro di Youichi nato dalla relazione extraconiugale tra sua madre e Shouichi (il padre di Youichi); anche se ufficialmente viene presentato come suo cugino.

## Pubblicazione
| Nº | Data di prima pubblicazione | Data di prima pubblicazione | Data di prima pubblicazione | Data di prima pubblicazione |
| Nº | Giapponese                  | Giapponese                  | Italiano                    | Italiano                    |
| -- | --------------------------- | --------------------------- | --------------------------- | --------------------------- |
| 1  | 24 dicembre 2009            | ISBN 978-4344818279         | 16 novembre 2015            | ISBN 978-8861695528         |
| 2  | 24 settembre 2010           | ISBN 978-4344820418         | 16 gennaio 2016             | ISBN 978-8861695580         |
| 3  | 24 dicembre 2011            | ISBN 978-4344823808         | 14 marzo 2016               | ISBN 978-8861695672         |
| 4  | 24 aprile 2013              | ISBN 978-4344828018         | 14 maggio 2016              | ISBN 978-8861695757         |
| 5  | 31 marzo 2015               | ISBN 978-4344833869         | 23 luglio 2016              | ISBN 978-8861695887         |